# Fahd của Ả Rập Xê Út
Fahd bin Abdulaziz Al Saud (tiếng Ả Rập: فهد بن عبد العزيز آل سعود Fahd ibn ‘Abd al-‘Azīz Āl Sa‘ūd; 1921 – 1 tháng 8 năm 2005) là quốc vương của Ả Rập Xê Út từ năm 1982 đến năm 2005. Ông là con trai của quốc vương khai quốc Ibn Saud, đăng cơ sau khi người anh trai khác mẹ là Khalid mất. Fahd được bổ nhiệm làm thái tử khi Khalid kế vị vào năm 1975, ông được nhìn nhận là thủ tướng trên thực tế trong thời gian Khalid trị vì do vị quốc vương này có sức khoẻ yếu. Fahd bị đột quỵ vào năm 1995, sau đó em trai khác mẹ của ông là Thái tử Abdullah là người nhiếp chính trên thực tế cho đến khi ông mất.

## Thời gian đầu
Fahd bin Abdulaziz sinh tại Riyadh vào năm 1921. Ông là con trai thứ tám của Ibn Saud. Mẹ ông là Hassa Al Sudairi và ông là người lớn tuổi nhất trong số bảy con trai của bà.
Fahd theo học tại trường cho các hoàng tử tại Riyadh, trường này do Ibn Saud lập ra để dành cho giáo dục các thành viên Nhà Saud. Ông theo học trong bốn năm nhờ thôi thúc của mẹ. Khi học tại trường này, Fahd có các thầy giáo kèm riêng như Sheikh Abdul-Ghani Khayat. Sau đó ông theo học tôn giáo tại Học viện Kiến thức Tôn giáo tại Mecca.
Hoàng tử Fahd trở thành một thành viên của Ban cố vấn hoàng gia nhờ thúc đẩy từ mẹ ông. Năm 1945, Hoàng tử Fahd tiến hành chuyến thăm cấp nhà nước đầu tiên của mình khi đến San Francisco để ký kết Hiến chương Liên Hợp Quốc. Trong chuyến đi này, ông phục vụ dưới quyền anh trai là Hoàng tử Faisal, là người đang giữ chức bộ trưởng ngoại giao. Fahd dẫn đầu chuyến thăm cấp nhà nước chính thức của mình vào năm 1953 khi ông đại diện cho hoàng tộc Saud tham dự lễ đăng cơ của Nữ vương Elizabeth II. Ngày 24 tháng 12 năm 1953, Hoàng tử Fahd được bổ nhiệm làm bộ trưởng giáo dục đầu tiên của đất nước.

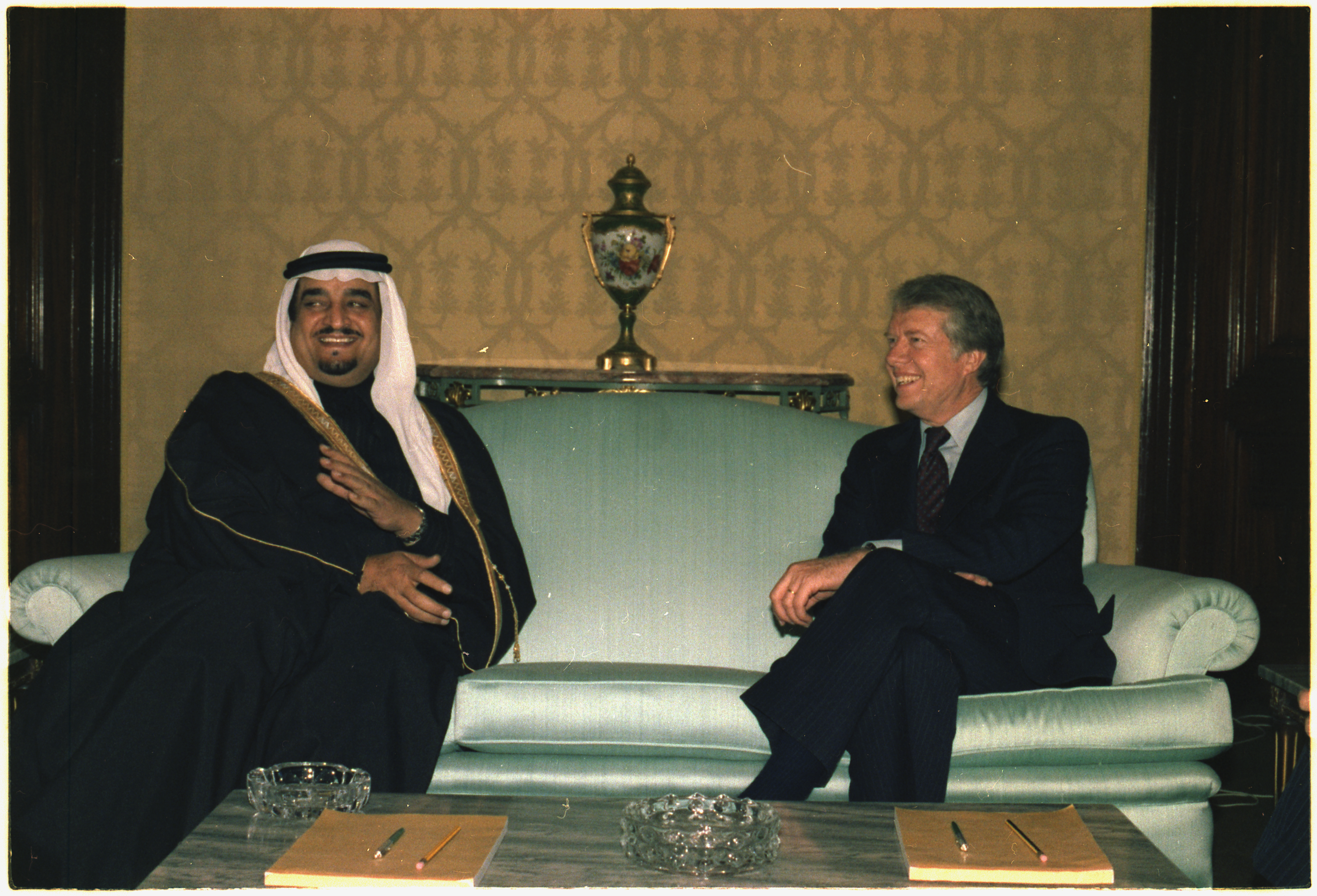
Tổng thống Hoa Kỳ Jimmy Carter và Thái tử Fahd vào năm 1978

Hoàng tử Fahd dẫn phái đoàn Ả Rập Xê Út tham gia hội nghị của Liên đoàn Ả Rập vào năm 1959, cho thấy ông ngày càng nổi bật trong Nhà Saud và ông đang được chuẩn bị cho một vai trò quan trọng hơn. Năm 1962, Fahd được trao cho một chức vụ quan trọng là bộ trưởng nội vụ. Trong vai trò này, ông đứng đầu phái đoàn Ả Rập Xê Út tại một hội nghị với các nguyên thủ quốc gia Ả Rập tại Ai Cập vào năm 1965. Ông trở thành phó thủ tướng thứ hai vào năm 1967, là chức vụ do Quốc vương Faisal lần đầu định ra.
Sau khi Quốc vương Faisal mất vào năm 1975, Fahd trở thành phó thủ tướng thứ nhất và đồng thời là thái tử vào năm 1975. Mặc dù Hoàng tử Fahd còn có hai người anh là Hoàng tử Nasser và Hoàng tử Saad, song họ bị nhìn nhận là các ứng cử viên không phù hợp. Ngược lại, Hoàng tử Fahd từng là bộ trưởng giáo dục từ năm 1954 đến năm 1960 và bộ trưởng nội vụ từ năm 1962 đến năm 1975. Việc bổ nhiệm Fahd làm thái tử kiêm phó thủ tướng thứ nhất khiến ông có nhiều quyền lực lơn so với vị thế của Quốc vương Khalid khi còn là thái tử vào thời Faisal.

## Cai trị

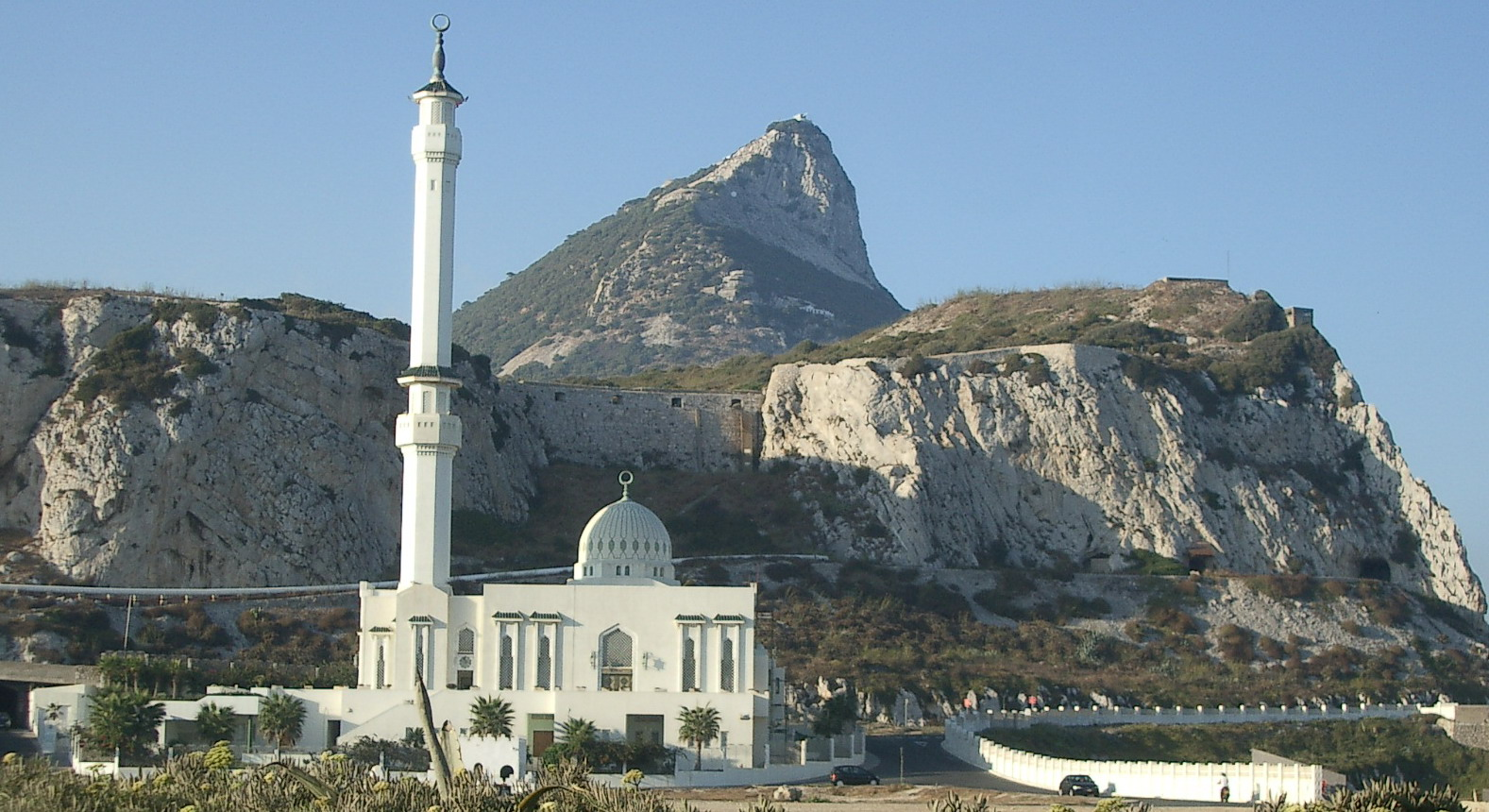
Quốc vương Fahd tài trợ để xây dựng các thánh đường trên khắp thế giới, như Thánh đường Ibrahim-al-Ibrahim tại Gibraltar, khánh thành vào năm 1997.

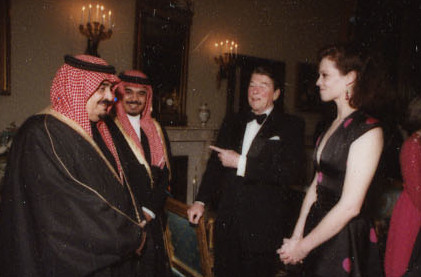
Quốc vương Fahd cùng Tổng thống Ronald Reagan vào năm 1985

Khi Quốc vương Khalid mất vào ngày 13 tháng 6 năm 1982, Fahd trở thành quốc vương thứ năm của Ả Rập Xê Út. Tuy nhiên giai đoạn tích cực nhất trong cuộc đời ông không phải là khi cai trị, mà là khi làm thái tử. Ông nhận tước "Người canh giữ Hai Thánh địa" vào năm 1986, thay thế "bệ hạ", nhằm thể hiện quyền lực Hồi giáo thay vì thế tục.
Do lo ngại rằng Cách mạng Hồi giáo năm 1979 tại Iran có thể dẫn đến biến động Hồi giáo tương tự tại Ả Rập Xê Út, nên sau khi đăng cơ ông đã chi tiêu đáng kể nhằm ủng hộ Iraq của Saddam Hussein trong chiến tranh với Iran. Fahd là một người ủng hộ Liên Hợp Quốc. Ông ủng hộ viện trợ cho nước ngoài và dành 5,5% thu nhập quốc gia thông qua các quỹ khác nhau, đặc biệt là Quỹ Saud vì Phát triển và Quỹ OPEC vì Phát triển quốc tế. Ông cũng cấp viện trợ cho các tổ chức nước ngoài như cho người Hồi giáo Bosnia trong Chiến tranh Nam Tư, cũng như cho Contras Nicaragua "một triệu đô la mỗi tháng từ tháng 5 đến tháng 12 năm 1984". Quốc vương Fahd cũng ủng hộ mạnh mẽ sự nghiệp của nhân dân Palestine và phản đối Nhà nước Israel. Fahd là một đồng minh vững chắc của Hoa Kỳ, được CIA trích lời rằng "Sau Allah, chúng tôi có thể dựa vào nước Mỹ." Tuy nhiên, có những thời điểm ông tự tách ra khỏi Hoa Kỳ, như từ chối cho phép Hoa Kỳ sử dụng các căn cứ hàng không của Ả Rập Xê Út để bảo vệ các đoàn hộ tống hải quân sau sự kiện Iraq tấn công USS Stark năm 1987, và đến năm 1988 ông lại đồng ý mua từ 50 đến 60 tên lửa đạn đạo tầm trung CSS-2 của Trung Quốc.
Quốc vương Fahd phát triển một kế hoạch hoà bình nhằm giải quyết các khác biệt trong thế giới Ả Rập, đặc biệt là giữa Algérie và Maroc. Ông cũng tích cực đóng góp cho Hoà ước Taif vào năm 1989 nhằm kết thúc xung đột tại Liban. Ngoài ra, ông dẫn đầu thế giới Ả Rập chống lại việc Iraq xâm lược Kuwait. Ông phát triển một mối quan hệ đặc biệt với cả Tổng thống Syria Hafez Assad và Tổng thống Ai Cập Hosni Mobarak trong thời gian mình trị vì.
Ông tiến hành các bước đi nhằm ủng hộ tổ chức tôn giáo Ả Rập Xê Út bảo thủ, bao gồm chi hàng triệu đô la cho giáo dục tôn giáo, tăng cường cách biệt về giới tính và quyền lực của cảnh sát tôn giáo, tán thành công khai cảnh báo của Sheikh Abd al-Aziz ibn Baz cho thanh niên trong nước về việc tránh con đường tội lỗi bằng cách không đi châu Âu và Mỹ.
Năm 1990, quân đội Iraq dưới quyền Saddam Hussein xâm chiếm Kuwait, đưa quân đội Iraq (đương thời lớn nhất Trung Đông) đến biên giới Ả Rập Xê Út-Kuwait. Quốc vương Fahd đồng ý tiếp nhận các binh sĩ liên quân do Hoa Kỳ lãnh đạo, và sau đó cho phép các binh sĩ Hoa Kỳ đặt căn cứ. Quyết định này khiến ông chịu chỉ trích và phản đối đáng kể từ nhiều công dân trong nước, họ chống lại việc binh sĩ nước ngoài hiện diện trên lãnh thổ Ả Rập Xê Út; đây là một cái cớ dùng để chống lại hoàng gia Ả Rập Xê Út mà thế lực sử dụng nổi bật nhất là Osama bin Laden và Al Qaeda. Quyết định của ông cũng bị các em ruột phản đối. Nguyên nhân khác dẫn đến chỉ trích là trong một sự kiện với hoàng gia Anh, Quốc vương Fahd được nhìn thấy là mang một đồ trang trí màu trắng có hình chữ thập; vào năm 1994 Bin Laden cho rằng việc này là "ghê tởm" và "bội giáo rõ ràng".
Quốc vương Fahd tỏ ra ít khoan dung đối với những người theo chủ nghĩa cải cách. Năm 1992, mọt nhóm các nhà cải cách và tri thức nổi bật của đất nước đã kiến nghị Quốc vương Fahd các cải cách rộng rãi, bao gồm mở rộng quyền đại diện chính trị, và hạn chế chi tiêu hoang phí của hoàng gia. Quốc vương Fahd đầu tiên phớt lờ các thỉnh cầu của họ, và đến khi họ kiên trì thì bị ngược đãi, tống giam và sa thải.
Trong thời gian Fahd trị vì, chi tiêu hoang phí của hoàng gia đạt đỉnh. Ngoài ra, hợp đồng quân sự gây tranh cãi nhất trong thế kỷ là thương vụ vũ khí Al-Yamamah với Anh được ký kết trước sự chứng kiến của ông. Hợp đồng này khiến ngân sách Ả Rập Xê Út phải chi ra hơn 90 tỉ USD. Kinh phí nay ban đầu được dành cho việc xây dựng bệnh viện, trường học, các đại học và đường sá. Do đó, Ả Rập Xê Út trải qua trì trệ về phát triển hạ tầng từ năm 1986 đến khi Abdullah nắm quyền.
Giống như các quốc gia khác ven vịnh Ba Tư, Ả Rập Xê Út vào thời Quốc vương Fahd tập trung phát triển công nghiệp vào các cơ sở hydrocarbon. Cho đến ngày nay, quốc gia này dựa vào nhập khẩu đối với gần như toàn bộ các máy móc loại nhẹ và nặng.
Quốc vương Fahd thành lập Hội đồng Tối cao về Sự vụ Hồi giáo vào năm 1994, nằm dưới sự điều hành của các thành viên hoàng gia cao cấp và các nhà kỹ trị. Hội đồng theo kế hoạch sẽ có chức năng thanh tra hoạt động Hồi giáo liên quan đến giáo dục, kinh tế và chính sách đối ngoại. Chủ tịch của hội đồng là Hoàng tử Sultan. Hoàng tử Nayef, Hoàng tử Saud và một nhà kỹ trị tên là Mohammed Ali Aba al Khayl được bổ nhiệm vào hội đồng mới thành lập. Một trong những mục đích bí mật của hội đồng được cho là để giảm quyền lực của Hội đồng Ulema vốn đang gia tăng quyền lực.
Nhằm thể chế hoá việc kế vị, Quốc vương Fahd ban hành một sắc lệnh vào ngày 1 tháng 3 năm 1992. Sắc lệnh mở rộng tiêu chuẩn kế vị vốn từng chỉ dựa vào thâm niên và đồng thuận gia tộc, dẫn đến nhiều suy đoán. Thay đổi quan trọng nhất của sắc lệnh này là Quốc vương có quyền bổ nhiệm hoặc phế nhiệm người kế vị dựa trên sự thích hợp thay vì thâm niên và rằng các cháu trai nội của Abdulaziz đủ tư cách kế vị.

### Sau đột quỵ năm 1995
Quốc vương Fahd là người hút thuốc nhiều, và bị thừa cân trong hầu hết thời gian trưởng thành, đến độ tuổi 60 thì ông bắt đầu phải chịu bệnh viêm khớp, và đái đường nghiêm trọng. Ông bị đột quỵ suy nhược vào ngày 29 tháng 11 năm 1995 và trở nên yếu ớt. Do đó, ông quyết định uỷ thác việc điều hành Vương quốc cho Thái tử Abdullah vào ngày 2 tháng 1 năm 1996. Ngày 21 tháng 2, Quốc vương Fahd bắt đầu lại các nhiệm vụ chính thức.
Sau cơn đột quỵ, Quốc vương Fahd có phần hoạt động kém đi, và đã phải dùng gậy chống và sau đó là dùng xe lăn, song ông vẫn tham gia các cuộc họp và tiếp các vị khách có chọn lọc. Vào tháng 11 năm 2003, theo truyền thông nhà nước, Quốc vương Fahd được trích lời nói "đánh bằng nắm đấm sắt" vào những phần tử khủng bố sau các vụ đánh bom tự sát trong nước, mặc dù ông khó có thể nói ra lời vì sức khoẻ đang xấu đi. Thái tử Abdullah thực hiện các chuyến thăm chính thức; Quốc vương Fahd đôi khi không ở trong nước vài tháng. Khi con cả ông là Hoàng tử Faisal bin Fahd mất vào năm 1999, Quốc vương đang ở Tây Ban Nha và không trở về dự tang lễ.
Trong bài phát biểu tại một hội nghị Hồi giáo tổ chức vào ngày 30 tháng 8 năm 2003, Quốc vương Fahd chỉ trích chủ nghĩa khủng bố và hô hào các tu sĩ Hồi giáo nhấn mạnh đến hoà bình, an ninh, hợp tác, công lý và khoan dung trong các bài giảng đạo của họ.

## Tài sản
Forbes ước tính tài sản của Fahd là 25 tỉ USD vào năm 2002, Fortune Magazine thì tường thuật rằng tài sản của ông vào năm 1988 là 18 tỉ USD (do đó ông là người giàu thứ nhì thế giới đương thời). Ngoài các dinh thự trong nước, ông còn có một cung điện tại Costa del Sol của Tây Ban Nha.
Quốc vương Fahd tiến hành chính sách Hồi giáo nghiêm ngặt hơn trong nước, song ông được cho là có cuộc sống xa hoa ở nước ngoài, thậm chí theo những cách mà không được phép trong nước. Ông đến thăm các cảng tại Côte d’Azur, Pháp trên du thuyền Abdul Aziz dài 147 m có giá 100 triệu USD. Tàu có cả bể bơi, nhà hát, bệnh viện, và bốn tên lửa Stinger. Quốc vương cũng có một máy bay Boeing 747 riêng trị giá 150 triệu USD. Trong chuyến đi đến London, ông được tường thuật là tiêu tốn hàng triệu đô la vào sòng bạc và thậm chí lách giới nghiêm theo luật đánh bạc của Anh.

## Qua đời
Quốc vương Fahd nhập Bệnh viện Chuyên khoa Quốc vương Faisal tại Riyadh vào ngày 27 tháng 5 năm 2005 để xét nghiệm y tế. Một quan sức nói với hãng tin Associated Press một cách không chính thức rằng quốc vương mất vào lúc 07:30 ngày 1 tháng 8 năm 2005. Quốc vương Fahd hưởng thọ 84 tuổi. Tuyên bố chính thức được đưa ra trên truyền hình nhà nước vào lúc 10:00 bởi Bộ trưởng Thông tin Iyad Madani.
Quốc vương Fahd được an táng trong thawb (áo choàng Ả Rập truyền thống) cuối cùng mà ông mặc. Thi thể của Fahd được đưa đến Thánh đường Imam Turki bin Abdullah, và lễ khấn được cử hành vào khoảng 15:30 giờ địa phương ngày 2 tháng 8. Những người cầu kinh cho cố vương do đại mufti Sheikh Abdul Aziz Al Sheikh dẫn đầu. Các buổi lễ khấn khác được cử hành tại các thánh đường khác trên khắp vương quốc.
Thi thể ông được đưa đến an táng tại nghĩa trang công cộng Al Oud, đây cũng là nơi bốn vị quốc vương tiền vị và các thành viên khác trong hoàng tộc Saud được an táng.
Theo các quy định và truyền thống xã hội, Ả Rập Xê Út tuyên bố quốc tang trong ba ngày, mọi văn phòng đều đóng cửa. Các cơ quan nhà nước vẫn đóng cửa cho đến hết tuần.
Sau khi ông mất, nhiều quốc gia Ả Rập tuyên bố để tang. Ai Cập, Algérie, Iraq, Kuwait, Liban, Maroc, Oman, Qatar, Syria, Yemen, Liên đoàn Ả Rập tại Cairo, và Chính quyền Dân tộc Palestine đều tuyên bố để tang ba ngày. Pakistan và Các Tiểu vương quốc Ả Rập Thống nhất tuyên bố để tang bảy ngày và ra lệnh treo cờ rủ. Tại Jordan, toàn quốc để tang ba ngày, riêng triều đình để tang 40 ngày.
Nhiều chính khách nước ngoài tham dự tang lễ, như Phó Tổng thống Hoa Kỳ Dick Cheney, Tổng thống Pháp Jacques Chirac, Quốc vương Tây Ban Nha Juan Carlos, Thái tử Charles của Anh, Tổng thống Pakistan Pervez Musharraf, Quốc vương Jordan Abdullah, Tổng thống Palestine Mahmoud Abbas, Bộ trưởng cấp cao Singapore Ngô Tác Đống, và Tổng thống Mauritania Maaouya Ould Sid'Ahmed Taya (bị đảo chính vắng mặt vào lúc này).

## Gia đình
Quốc vương Fahd từng kết hôn ít nhất bốn lần, các phu nhân của ông gồm:
- Al Anood bint Abdulaziz bin Mousad Al Saud, sinh ra bốn người con trai đầu của ông là Faisal, Saud, Sultan và Khalid.[55][56]
- Al Jawhara bint Ibrahim Al Ibrahim, mẹ của Abdulaziz bin Fahd
- Jawza bint Abdallah bin Abdul Rahman Al Saud (ly hôn), mẹ của Mohammad[57]
- Al Jowhara bint Abdullah Al Sudairi
- Modhi bint Turki bin Abdullah Al Saud (ly hôn)
- Joza'a bint Sultan Al Adgham Al Subaie (ly hôn)
- Turfa bint Abdulaziz bin Mo'amar (ly hôn)
- Watfa bint Obaid bin Ali Al Jabr Al Rasheed (ly hôn)
- Lolwa al Abdulrahman al Muhana Aba al Khail (ly hôn)
- Fatmah bint Abdullah bin Abdulrahman Aldakhil
- Shaikha bint Turki bin Mariq Al Thit (ly hôn)
- Seeta bint Ghunaim bin Sunaitan Abu Thnain (ly hôn)
- Janan Harb[58]

Quốc vương Fahd có sáu con trai và bốn con gái. Các con trai là:
- Faisal bin Fahd (1945–1999), mất vì đau tim. Ông là Tổng giám đốc của Phúc lợi Thanh niên (1971–1999), tổng giám đốc tại bộ quy hoạch và bộ trưởng nhà nước (1977–1999)
- Muhammad bin Fahd (sinh tháng 1 năm 1950), cựu thống đốc của vùng Đông
- Saud bin Fahd (sinh ngày 8 tháng 10 năm 1950), cựu phó chủ tịch của Tổng cục Tình báo[59]
- Sultan bin Fahd (sinh năm 1951), sĩ quan quân đội, được thăng làm bộ trưởng vào tháng 11 năm 1997, cựu thủ lĩnh của Phúc lợi Thanh niên
- Khalid bin Fahd (sinh tháng 2 năm 1958)[59]
- Abdulaziz bin Fahd, (1973–2017), là con út và được Fahd ưa thích, giữ chức bộ trưởng không bộ. Mẹ đẻ của Abdulaziz là Jawhara Al Ibrahim, là người được Fahd sủng ái.[60]

Năm 1984, Quốc vương Fahd được nhận giải Faisal về phụng sự Hồi giáo, do Quỹ Quốc vương Faisal trao tặng.

### Tổ tiên
| \| \| \| \| \| \| \| \| \| \| \| \| \| \| \| \| \| \| \| \| 16. Turki bin Abdullah bin Muhammad \| \| \| \| \| \| \| \| \| \| \| \| \| \| \| \| \| \| \| \| \| \| \| \| \| \| \| \| \| \| \| \| \| \| \| \| \| \| \| \| \| \| \| \| \| \| \| \| \| \| \| \| \| \| 8. Faisal bin Turki bin Abdullah Al Saud \| \| \| \| \| \| \| \| \| \| \| \| \| \| \| \| \| \| \| \| \| \| \| \| \| \| \| \| \| \| \| \| \| \| \| \| \| \| \| \| \| \| \| \| \| \| \| \| \| \| \| \| \| \| 17. Hia bint Hamad bin Ali Al Faqih Angari Tamimi \| \| \| \| \| \| \| \| \| \| \| \| \| \| \| \| \| \| \| \| \| \| \| \| \| \| \| \| \| \| \| \| \| \| \| \| \| \| \| \| \| \| \| \| \| \| \| \| \| \| \| \| \| \| 4. Abdul Rahman bin Faisal \| \| \| \| \| \| \| \| \| \| \| \| \| \| \| \| \| \| \| \| \| \| \| \| \| \| \| \| \| \| \| \| \| \| \| \| \| \| \| \| \| \| \| \| \| \| \| \| \| \| \| \| \| \| 18. Mishari bin Abdulrahman bin Hassan Al Saud \| \| \| \| \| \| \| \| \| \| \| \| \| \| \| \| \| \| \| \| \| \| \| \| \| \| \| \| \| \| \| \| \| \| \| \| \| \| \| \| \| \| \| \| \| \| \| \| \| \| \| \| \| \| 9. Sarah bint Mishari bin Abdulrahman bin Hassan Al Saud \| \| \| \| \| \| \| \| \| \| \| \| \| \| \| \| \| \| \| \| \| \| \| \| \| \| \| \| \| \| \| \| \| \| \| \| \| \| \| \| \| \| \| \| \| \| \| \| \| \| \| \| \| \| 2. Abdulaziz ibn Saud \| \| \| \| \| \| \| \| \| \| \| \| \| \| \| \| \| \| \| \| \| \| \| \| \| \| \| \| \| \| \| \| \| \| \| \| \| \| \| \| \| \| \| \| \| \| \| \| \| \| \| \| \| \| 20. Mohammed bin Turki bin Suleiman Al Sudairi \| \| \| \| \| \| \| \| \| \| \| \| \| \| \| \| \| \| \| \| \| \| \| \| \| \| \| \| \| \| \| \| \| \| \| \| \| \| \| \| \| \| \| \| \| \| \| \| \| \| \| \| \| \| 10. Ahmed Al Kabir bin Mohammed bin Turki Al Sudairi \| \| \| \| \| \| \| \| \| \| \| \| \| \| \| \| \| \| \| \| \| \| \| \| \| \| \| \| \| \| \| \| \| \| \| \| \| \| \| \| \| \| \| \| \| \| \| \| \| \| \| \| \| \| 5.Sarah bint Ahmed Al Kabir bin Mohammed Al Sudairi \| \| \| \| \| \| \| \| \| \| \| \| \| \| \| \| \| \| \| \| \| \| \| \| \| \| \| \| \| \| \| \| \| \| \| \| \| \| \| \| \| \| \| \| \| \| \| \| \| \| \| \| \| \| 1. Fahd bin Abdulaziz Al Saud \| \| \| \| \| \| \| \| \| \| \| \| \| \| \| \| \| \| \| \| \| \| \| \| \| \| \| \| \| \| \| \| \| \| \| \| \| \| \| \| \| \| \| \| \| \| \| \| \| \| \| \| \| \| 24. Ahmed Al Kabir bin Mohammed bin Turki Al Sudairi (= 10) \| \| \| \| \| \| \| \| \| \| \| \| \| \| \| \| \| \| \| \| \| \| \| \| \| \| \| \| \| \| \| \| \| \| \| \| \| \| \| \| \| \| \| \| \| \| \| \| \| \| \| \| \| \| 12. Muhammed bin Ahmed Al Kabir Al Sudairi \| \| \| \| \| \| \| \| \| \| \| \| \| \| \| \| \| \| \| \| \| \| \| \| \| \| \| \| \| \| \| \| \| \| \| \| \| \| \| \| \| \| \| \| \| \| \| \| \| \| \| \| \| \| 6. Ahmed bin Muhammed Al Sudairi \| \| \| \| \| \| \| \| \| \| \| \| \| \| \| \| \| \| \| \| \| \| \| \| \| \| \| \| \| \| \| \| \| \| \| \| \| \| \| \| \| \| \| \| \| \| \| \| \| \| \| \| \| \| 3. Hassa bint Ahmed Al Sudairi \| \| \| \| \| \| \| \| \| \| \| \| \| \| \| \| \| \| \| \| \| \| \| \| \| \| \| \| \| \| \| \| \| \| \| \| \| \| \| \| \| \| \| \| \| \| \| \| \| \| \| \| \| \| 28. Mohammed Al Suwaidi \| \| \| \| \| \| \| \| \| \| \| \| \| \| \| \| \| \| \| \| \| \| \| \| \| \| \| \| \| \| \| \| \| \| \| \| \| \| \| \| \| \| \| \| \| \| \| \| \| \| \| \| \| \| 14. Ali bin Mohammed Al Suwaidi \| \| \| \| \| \| \| \| \| \| \| \| \| \| \| \| \| \| \| \| \| \| \| \| \| \| \| \| \| \| \| \| \| \| \| \| \| \| \| \| \| \| \| \| \| \| \| \| \| \| \| \| \| \| 7. Sharifa bint Ali bin Mohammed Al Suwaidi \| \| \| \| \| \| \| \| \| \| \| \| \| \| \| \| \| \| \| \| \| \| \| \| \| \| \| \| \| \| \| \| \| \| \| \| \| \| \| \| \| \| \| \| \| \| \| \| \| \| \| \| |                                                             |  |  |  |  |  |  |  |  |  |  |  |  |  |  |  |
| |                                                             |  |  |  |  |  |  |  |  |  |  |  |  |  |  |  |
| | 16. Turki bin Abdullah bin Muhammad                         |  |  |  |  |  |  |  |  |  |  |  |  |  |  |  |
| |                                                             |  |  |  |  |  |  |  |  |  |  |  |  |  |  |  |
| |                                                             |  |  |  |  |  |  |  |  |  |  |  |  |  |  |  |
| | 8. Faisal bin Turki bin Abdullah Al Saud                    |  |  |  |  |  |  |  |  |  |  |  |  |  |  |  |
| |                                                             |  |  |  |  |  |  |  |  |  |  |  |  |  |  |  |
| |                                                             |  |  |  |  |  |  |  |  |  |  |  |  |  |  |  |
| | 17. Hia bint Hamad bin Ali Al Faqih Angari Tamimi           |  |  |  |  |  |  |  |  |  |  |  |  |  |  |  |
| |                                                             |  |  |  |  |  |  |  |  |  |  |  |  |  |  |  |
| |                                                             |  |  |  |  |  |  |  |  |  |  |  |  |  |  |  |
| | 4. Abdul Rahman bin Faisal                                  |  |  |  |  |  |  |  |  |  |  |  |  |  |  |  |
| |                                                             |  |  |  |  |  |  |  |  |  |  |  |  |  |  |  |
| |                                                             |  |  |  |  |  |  |  |  |  |  |  |  |  |  |  |
| | 18. Mishari bin Abdulrahman bin Hassan Al Saud              |  |  |  |  |  |  |  |  |  |  |  |  |  |  |  |
| |                                                             |  |  |  |  |  |  |  |  |  |  |  |  |  |  |  |
| |                                                             |  |  |  |  |  |  |  |  |  |  |  |  |  |  |  |
| | 9. Sarah bint Mishari bin Abdulrahman bin Hassan Al Saud    |  |  |  |  |  |  |  |  |  |  |  |  |  |  |  |
| |                                                             |  |  |  |  |  |  |  |  |  |  |  |  |  |  |  |
| |                                                             |  |  |  |  |  |  |  |  |  |  |  |  |  |  |  |
| | 2. Abdulaziz ibn Saud                                       |  |  |  |  |  |  |  |  |  |  |  |  |  |  |  |
| |                                                             |  |  |  |  |  |  |  |  |  |  |  |  |  |  |  |
| |                                                             |  |  |  |  |  |  |  |  |  |  |  |  |  |  |  |
| | 20. Mohammed bin Turki bin Suleiman Al Sudairi              |  |  |  |  |  |  |  |  |  |  |  |  |  |  |  |
| |                                                             |  |  |  |  |  |  |  |  |  |  |  |  |  |  |  |
| |                                                             |  |  |  |  |  |  |  |  |  |  |  |  |  |  |  |
| | 10. Ahmed Al Kabir bin Mohammed bin Turki Al Sudairi        |  |  |  |  |  |  |  |  |  |  |  |  |  |  |  |
| |                                                             |  |  |  |  |  |  |  |  |  |  |  |  |  |  |  |
| |                                                             |  |  |  |  |  |  |  |  |  |  |  |  |  |  |  |
| | 5.Sarah bint Ahmed Al Kabir bin Mohammed Al Sudairi         |  |  |  |  |  |  |  |  |  |  |  |  |  |  |  |
| |                                                             |  |  |  |  |  |  |  |  |  |  |  |  |  |  |  |
| |                                                             |  |  |  |  |  |  |  |  |  |  |  |  |  |  |  |
| | 1. Fahd bin Abdulaziz Al Saud                               |  |  |  |  |  |  |  |  |  |  |  |  |  |  |  |
| |                                                             |  |  |  |  |  |  |  |  |  |  |  |  |  |  |  |
| |                                                             |  |  |  |  |  |  |  |  |  |  |  |  |  |  |  |
| | 24. Ahmed Al Kabir bin Mohammed bin Turki Al Sudairi (= 10) |  |  |  |  |  |  |  |  |  |  |  |  |  |  |  |
| |                                                             |  |  |  |  |  |  |  |  |  |  |  |  |  |  |  |
| |                                                             |  |  |  |  |  |  |  |  |  |  |  |  |  |  |  |
| | 12. Muhammed bin Ahmed Al Kabir Al Sudairi                  |  |  |  |  |  |  |  |  |  |  |  |  |  |  |  |
| |                                                             |  |  |  |  |  |  |  |  |  |  |  |  |  |  |  |
| |                                                             |  |  |  |  |  |  |  |  |  |  |  |  |  |  |  |
| | 6. Ahmed bin Muhammed Al Sudairi                            |  |  |  |  |  |  |  |  |  |  |  |  |  |  |  |
| |                                                             |  |  |  |  |  |  |  |  |  |  |  |  |  |  |  |
| |                                                             |  |  |  |  |  |  |  |  |  |  |  |  |  |  |  |
| | 3. Hassa bint Ahmed Al Sudairi                              |  |  |  |  |  |  |  |  |  |  |  |  |  |  |  |
| |                                                             |  |  |  |  |  |  |  |  |  |  |  |  |  |  |  |
| |                                                             |  |  |  |  |  |  |  |  |  |  |  |  |  |  |  |
| | 28. Mohammed Al Suwaidi                                     |  |  |  |  |  |  |  |  |  |  |  |  |  |  |  |
| |                                                             |  |  |  |  |  |  |  |  |  |  |  |  |  |  |  |
| |                                                             |  |  |  |  |  |  |  |  |  |  |  |  |  |  |  |
| | 14. Ali bin Mohammed Al Suwaidi                             |  |  |  |  |  |  |  |  |  |  |  |  |  |  |  |
| |                                                             |  |  |  |  |  |  |  |  |  |  |  |  |  |  |  |
| |                                                             |  |  |  |  |  |  |  |  |  |  |  |  |  |  |  |
| | 7. Sharifa bint Ali bin Mohammed Al Suwaidi                 |  |  |  |  |  |  |  |  |  |  |  |  |  |  |  |
| |                                                             |  |  |  |  |  |  |  |  |  |  |  |  |  |  |  |
| |                                                             |  |  |  |  |  |  |  |  |  |  |  |  |  |  |  |